# Бризамбур
Бризамбур (фр. Brizambourg) насеље је и општина у западној Француској у региону Поату-Шарант, у департману Приморски Шарант која припада префектури Сен Жан д'Анжели.
По подацима из 2011. године у општини је живело 868 становника, а густина насељености је износила 40,83 становника/km². Општина се простире на површини од 21,26 km². Налази се на средњој надморској висини од 53 метара (максималној 94 m, а минималној 26 m).

## Демографија
| 1962. | 1968. | 1975. | 1982. | 1990. | 1999. | 2011. |
| ----- | ----- | ----- | ----- | ----- | ----- | ----- |
| 715   | 787   | 792   | 747   | 790   | 763   | 868   |

График промене броја становника у току последњих година